# Ekolodning

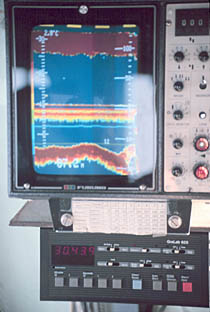
Ekolod för fiskebåt.

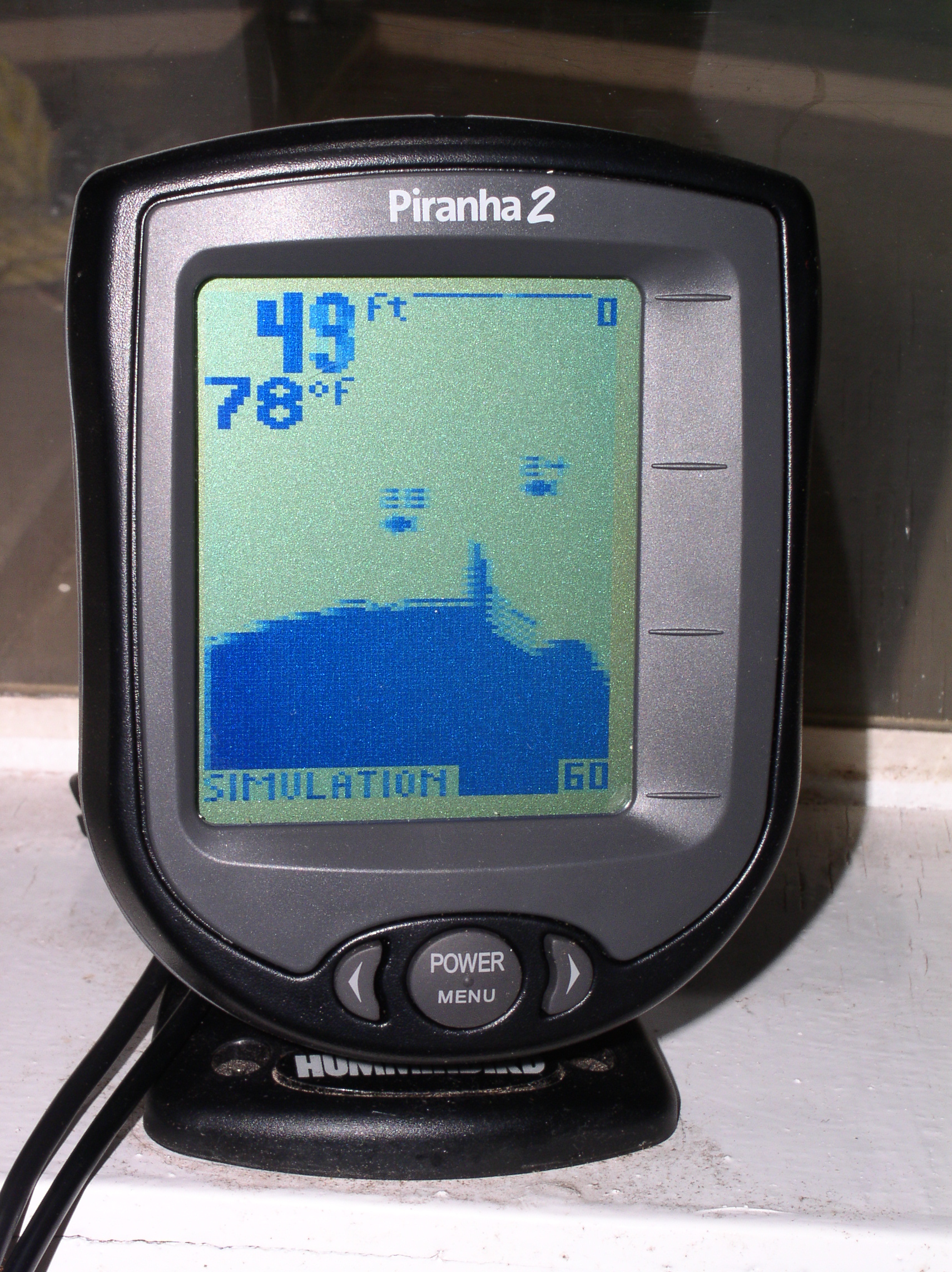
Ekolod för mindre båtar.

Ekolodning är användande av ljudpulser riktade från ytan eller från en ubåt vertikalt nedåt för att mäta avståndet till bottnen. Man beräknar avståndet genom att multiplicera halva tiden mellan att den utgående pulsen sänts iväg och motsvarande eko kommer tillbaka och detekteras, med ljudets hastighet i vatten. Ekolodning kan också beskrivas som användning av sonar för lokalisering av bottnen. Äldre ekolod hade pappersrullar som man sparade, istället för en datorskärm.
Ekolodning kan användas för att undvika grundstötning (de flesta större fartyg har åtminstone ett enkelt ekolod). Ekolodning kan också användas vid fiske. Lodet på bilden bredvid har så kallad Bottom line expander, det vill säga att övre halvan av skärmen visar förstorat vad som pågår precis vid botten, för lättare identifiering av eventuella fiskar, och undre halvan visar profilen från ytan till botten. Stora djupvariationer representerar dessutom ofta platser där fiskar gärna samlas.
Den vanligaste frekvensen för ekolod är 200 och 400 kHz, vilket är utmärkt för navigation. Spridningsvinkeln på ljudkäglan blir mindre och därmed bilden skarpare med höga frekvenser. Fiskelod, i synnerhet kraftigare och kostsammare modeller, fungerar ofta på lägre frekvenser, 75, 50, 30, 28 och t.o.m. 15 kHz. Lågfrekvenslod har visat sig vara bättre på att urskilja fisk från övrig materia. Dessutom gör den låga frekvensen att ljudpulsen kan färdas en längre sträcka vilket är av stor vikt för sjömätning i områden med djup >1 000 m. Ju lägre frekvens, desto större måste givaren, eller svingern i fartygets botten vara; de största är stora som kastruller, ingjutna i hårdgummi och inbyggda i en oftast svetsad skyddskåpa. Professionella givare har vanligtvis induktiva sändarelement, medan billiga lod för fritidsbåtar använder piezoelement, som ger utmärkta prestanda vid höga frekvenser och låga effekter.
De flesta sjökorten anger djup som är beräknade utifrån ljudets genomsnittliga hastighet i vatten divideras med 2, d=v×t÷2. När man behöver större noggrannhet kan man använda specifika regionala värden för temperatur och salthalt, eller till och med värden som är specifika för årstiden.
Man kan använda ekolods tillhörande sensorer för att mäta yttemperaturen i vattnet och även djupare på mer sofistikerade ekolod där man sätter givare på ett djuplod.